# Mykineshólmur
A Mykineshólmur egy apró holm Feröeren, Mykinestől nyugatra.

## Földrajz
Nyugatra fekszik Mykines szigetétől, amelytől a szűk és mély Hólmgjógv szoros választja el.

### Élővilág
A Mykineshólmur szirtjein és a környező sziklákon egy kiterjedt szula-kolónia fészkel, az egyetlen Feröeren. A szulák általában január végétől november közepéig vannak a szigeten.

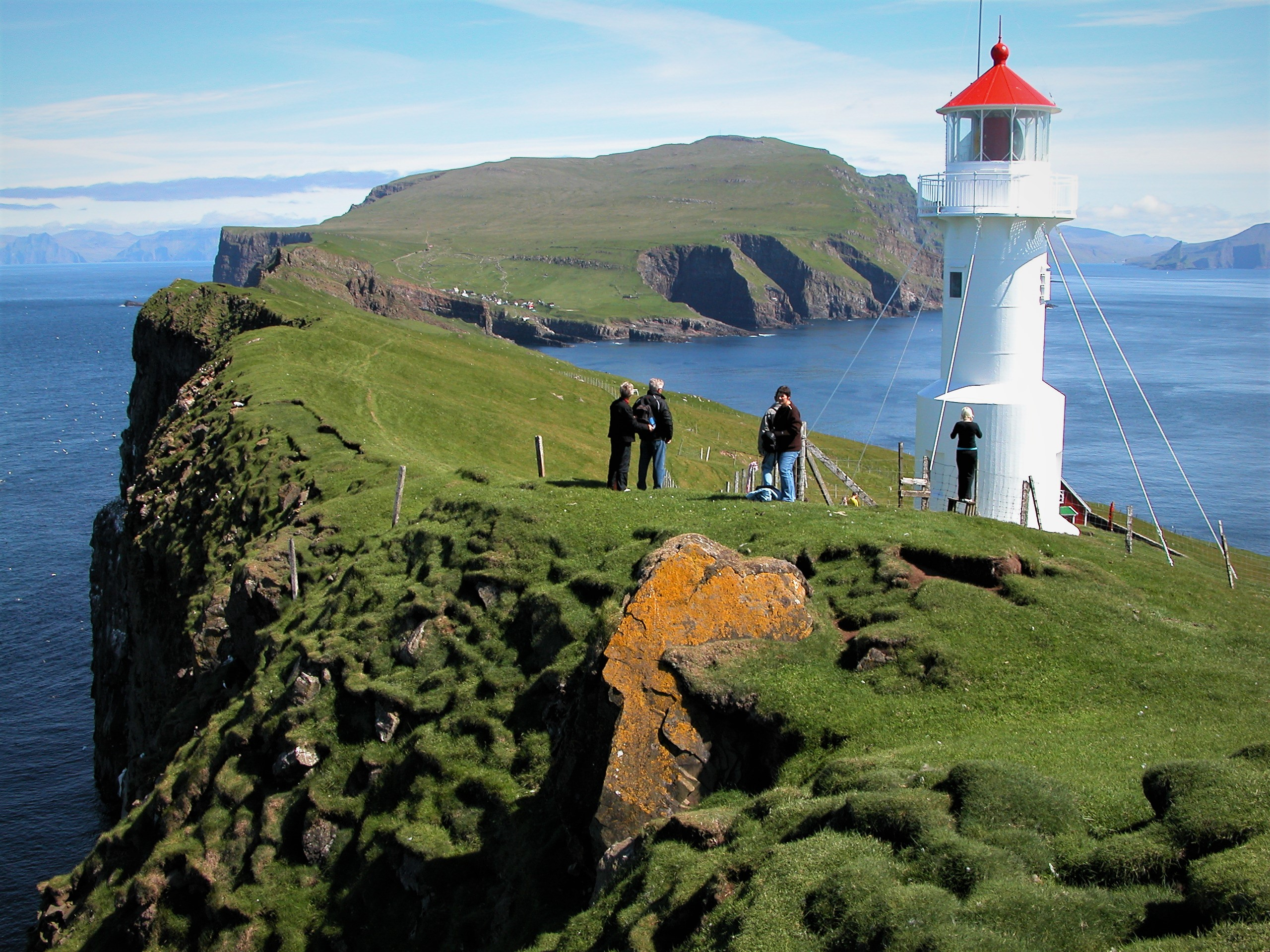
A sziget a világítótoronnyal

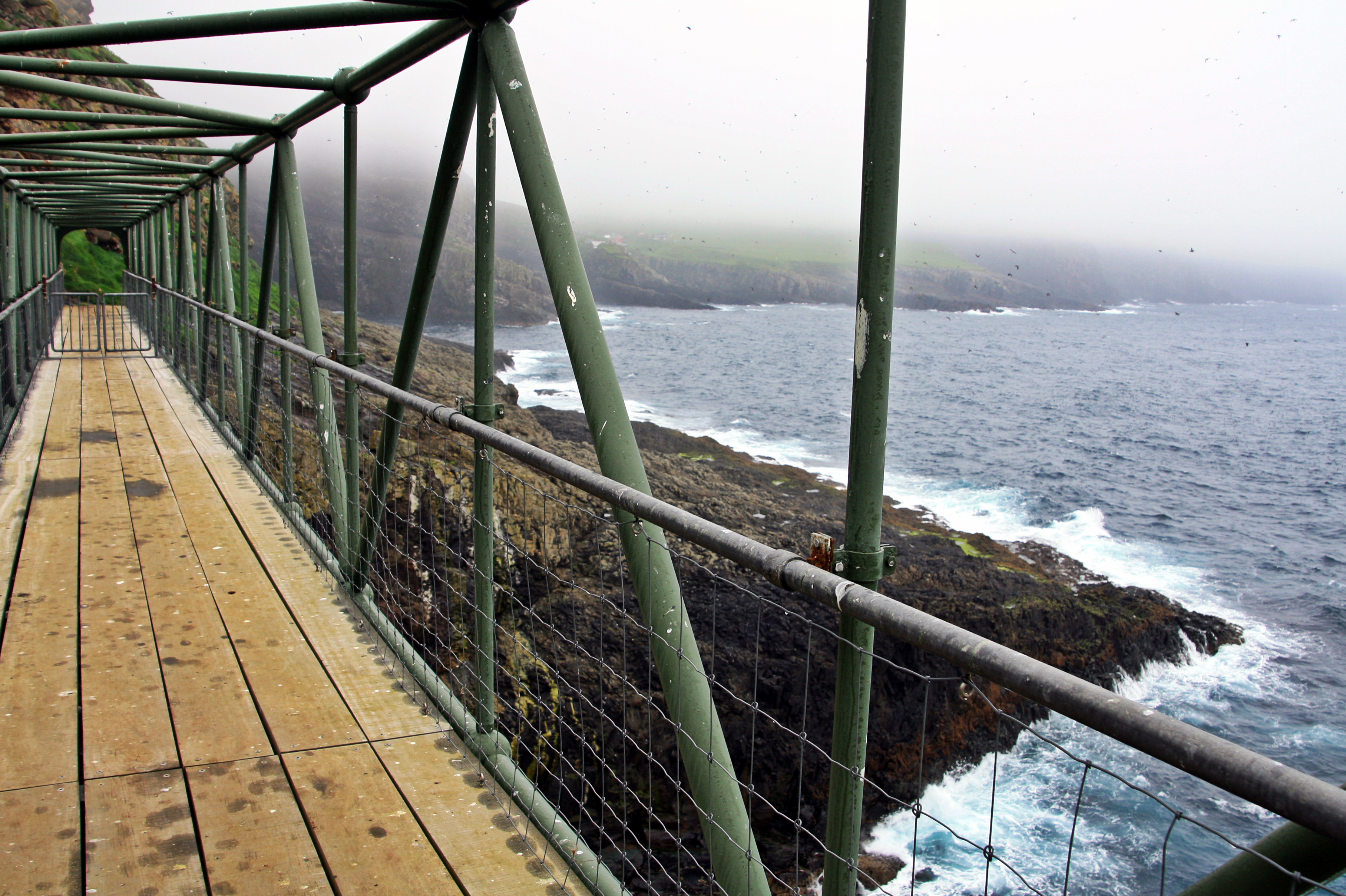
A gyaloghíd

## Közlekedés
1909-ben egy világítótorony épült a holm nyugati csúcsán, ami egyben a legmagasabb pont. Mykineshólmurt és Mykinest gyalogoshíd köti össze, amely 35 méter magasan ível át a Hólmgjógv fölött.